# Dallas (Carolina del Nord)
Dallas és una població dels Estats Units a l'estat de Carolina del Nord. Segons el cens del 2000 tenia 3.402 habitants.

## Demografia
Segons el cens del 2000, Dallas tenia 3.402 habitants, 1.324 habitatges i 879 famílies. La densitat de població era de 759,3 habitants per km².
Dels 1.324 habitatges en un 30,6% hi vivien nens de menys de 18 anys, en un 41,7% hi vivien parelles casades, en un 17,6% dones solteres, i en un 33,6% no eren unitats familiars. En el 29,2% dels habitatges hi vivien persones soles l'11,6% de les quals corresponia a persones de 65 anys o més que vivien soles. El nombre mitjà de persones vivint en cada habitatge era de 2,4 i el nombre mitjà de persones que vivien en cada família era de 2,93.
Per edats la població es repartia de la següent manera: un 24,6% tenia menys de 18 anys, un 9% entre 18 i 24, un 33,4% entre 25 i 44, un 20,9% de 45 a 60 i un 12,1% 65 anys o més.
L'edat mediana era de 34 anys. Per cada 100 dones de 18 o més anys hi havia 97,5 homes.
La renda mediana per habitatge era de 29.075 $ i la renda mediana per família de 32.073 $. Els homes tenien una renda mediana de 29.643 $ mentre que les dones 20.810 $. La renda per capita de la població era de 13.819 $. Entorn del 14,1% de les famílies i el 19,2% de la població estaven per davall del llindar de pobresa.

## Poblacions més properes
El següent diagrama mostra les poblacions més properes.